# دریاچه مرزباخر
دریاچه مرزباخر (به لاتین: Lake Merzbacher) یک دریاچه در قرقیزستان است.